# Liste des attractions originelles de Disneyland
Voici la liste des attractions présentes dans le parc Disneyland à son ouverture le 17 juillet 1955 ou ouvertes avant septembre 1955.
Actuellement, seules treize attractions d'origine sont encore en opération. Elles ont toutefois été rénovées et améliorées depuis leur ouverture. Certaines ont même été déplacées à un emplacement du parc différent de leur emplacement d'origine[réf. nécessaire].

## Main Street, USA
- Horse-drawn Street Cars
- Horse-drawn Fire Wagon (arrêté)
- Horse-drawn Surreys (arrêté)
- Main Street Arcade (transformé en boutique)
- Main Street Cinema
- Main Street Shooting Gallery (fermée en 1962)
- Santa Fe and Disneyland Railroad (renommé Disneyland Railroad en 1974)

## Adventureland
- Jungle Cruise

## Frontierland
- Conestoga Wagons (fermé en 1959)
- Davy Crockett Museum (converti en boutique dès 1955)
- Golden Horseshoe Revue (spectacle original fermé en 1986)
- Indian Village (déplacé en 1956; fermé en 1971)
- Mark Twain Riverboat
- Mike Fink Keel Boats (fermé en 1997)
- Mule Pack (renommé Rainbow Ridge Pack Mules en 1956 puis Pack Mules Through Nature's Wonderland en 1960; fermé en 1973)
- Stage Coach (renommé Rainbow Mountain Stage Coach en 1956; fermé en 1959)

## Fantasyland
- Canal Boats of the World (modifié en Storybook Land Canal Boats en 1956)
- Casey Jr Circus Train
- Dumbo the Flying Elephant (déplacé en 1983)
- King Arthur Carrousel (déplacé en 1983)
- Mad Tea Party (déplacé en 1983)
- Mickey Mouse Club Theater (renommé Fantasyland Theater en 1964; fermé en 1981)
- Mr. Toad's Wild Ride
- Peter Pan's Flight
- Snow White's Scary Adventures

## Tomorrowland
- Autopia (plusieurs versions se sont succédé)
- Circarama USA, "A Tour of the West" (premier film arrêté en 1959; salle fermée en 1966)
- Dutch Boy Paint Color Gallery (fermé en 1963)
- Kaiser's Hall of Aluminum Fame (fermé en 1960)
- Monsanto Hall of Chemistry (fermé en 1966)
- Rocket to the Moon (fermé en 1966 ; Transformé en restaurant en 1998 sous le nom de Redd Rockett's Pizza Port)
- Space Station X-1 (transformé en Satellite View of America en 1958; fermé en 1960)
- Thimble Drome Flight Circle (fermé en 1966)
- Tomorrowland Boats (renommé Phantom Boats en 1955; fermé en 1956)
- The World Beneath Us, presented by Richfield Oil Co. (fermé en 1960)

## Sources
- (en) Disneyland in 1955 sur Yesterland.